# Notre-Dame-du-Portage
Notre-Dame-du-Portage es un municipio canadiense situado en la provincia de Quebec.

## Superficie
Notre-Dame-du-Portage tiene una superficie de 40,06 km².

## Demografía
En 2021, tenía 1296 habitantes, una densidad poblacional de 32,4 hab./km², y 748 viviendas.